# Manuel Fernández Meléndez
Manuel Fernández Meléndez es un ingeniero electrónico y político venezolano, expresidente de la Empresa de Telecomunicaciones Cantv desde el 16 de agosto de 2017 hasta el 6 de enero de 2020, que se desempeñó como Ministro del Poder Popular para la Educación Universitaria, Ciencia y Tecnología del Gobierno Bolivariano de Venezuela desde abril del año 2013 hasta enero del 2016.

## Vida
Manuel Fernández, egresó como Ingeniero Electrónico de la Universidad Nacional Experimental Politécnica Antonio José de Sucre (UNEXPO) en 1993.
Con 16 años de experiencia profesional, Manuel Fernández posee trayectoria gerencial en el sector público, se desempeñó como Presidente de Red TV e integró la Junta Directiva de Cantv entre los años 2007 y 2009.
Entre los años 2001 y 2006, fue vicepresidente de Soporte Técnico de Venezolana de Televisión C.A, entre los años 1999 y 2000, se desempeñó como Gerente Nacional de Transmisiones en Telecaribe.
Desde el 7 de junio de 2010, fue designado presidente de la Compañía Anónima Nacional Teléfonos de Venezuela (CANTV).
Para el 16 de diciembre de 2011, fue nombrado viceministro para las Telecomunicaciones, Tecnologías de la Información y Servicios Postales en el Ministerio para la Ciencia y Tecnología en Venezuela, vía decreto nacional por el presidente Hugo Chávez.
El 21 de abril de 2013, en cadena nacional fue asignado como Ministro del Poder Popular para la Ciencia, Tecnología e Innovación del Gobierno Bolivariano de Venezuela para el gobierno de Nicolás Maduro, cargo que ejerció hasta enero de 2016.